# Hinton (Alberta)
Hinton es un municipio canadiense situado en la provincia de Alberta.

## Superficie
Hinton tiene una superficie de 33,32 km².

## Demografía
En 2021, tenía 9817 habitantes, una densidad poblacional de 294,6 hab./km², y 4405 viviendas. A mediados de 2024, tenía una población estimada de 10 042 habitantes.